# Wismari tänav
La rue de Wismar (estonien : Wismari tänav) est une rue de Tallinn en Estonie.

## Présentation
La rue de Wismar est une rue du quartier de Kassisaba dans l’arrondissement Kesklinn.
La rue Wismari tänav commence à l'intersection avec la rue Toompea tänav, borde le Parc aux cerfs au nord, croise Toompuiestee, borde le parc Falgi, croise la rue Artur Kapi tänav, la rue Koidu, la rue Villardi tänav et se termine à son intersection avec la rue Tehnika tänav.
La rue a une longueur de 934 mètres.

## Histoire
À la fin du XVIIe siècle, à l’extrémité de la future rue, il y avait une structure défensive, le ravelin de Wismar (et) qui a donné son nom à la rue.
En 1867, le nouveau bâtiment de l’école Toomvaestekool, est achevé à Wismari 15, selon les plans de l'architecte Ferdinand Kordes.
Dans le dernier quart du XIXe siècle, la rue Wismari tänav s'appelait rue ToomVaestekooli tänav.
Du 27 juin 1950 au 1er juillet 1987, la rue a été nommée Mitšurini tänav en l'honneur du scientifique soviétique Ivan Mitchourine,.

## Lieux et monuments de la rue
La rue compte des bâtiments historiques.
Sept bâtiments situés dans la rue sont inscrits au registre national des monuments culturels d'Estonie.

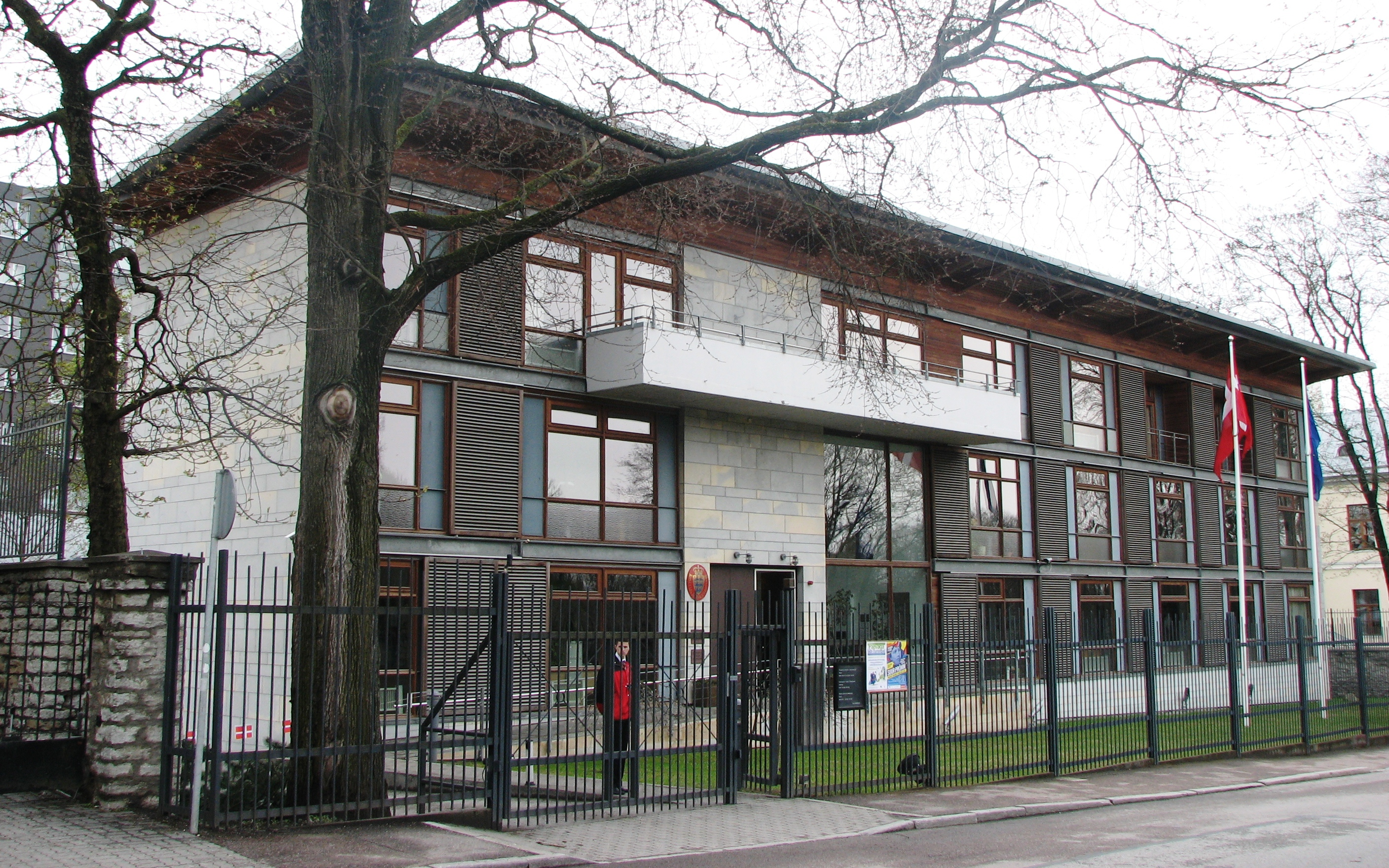
Wismari 5, Ambassade du Danemark
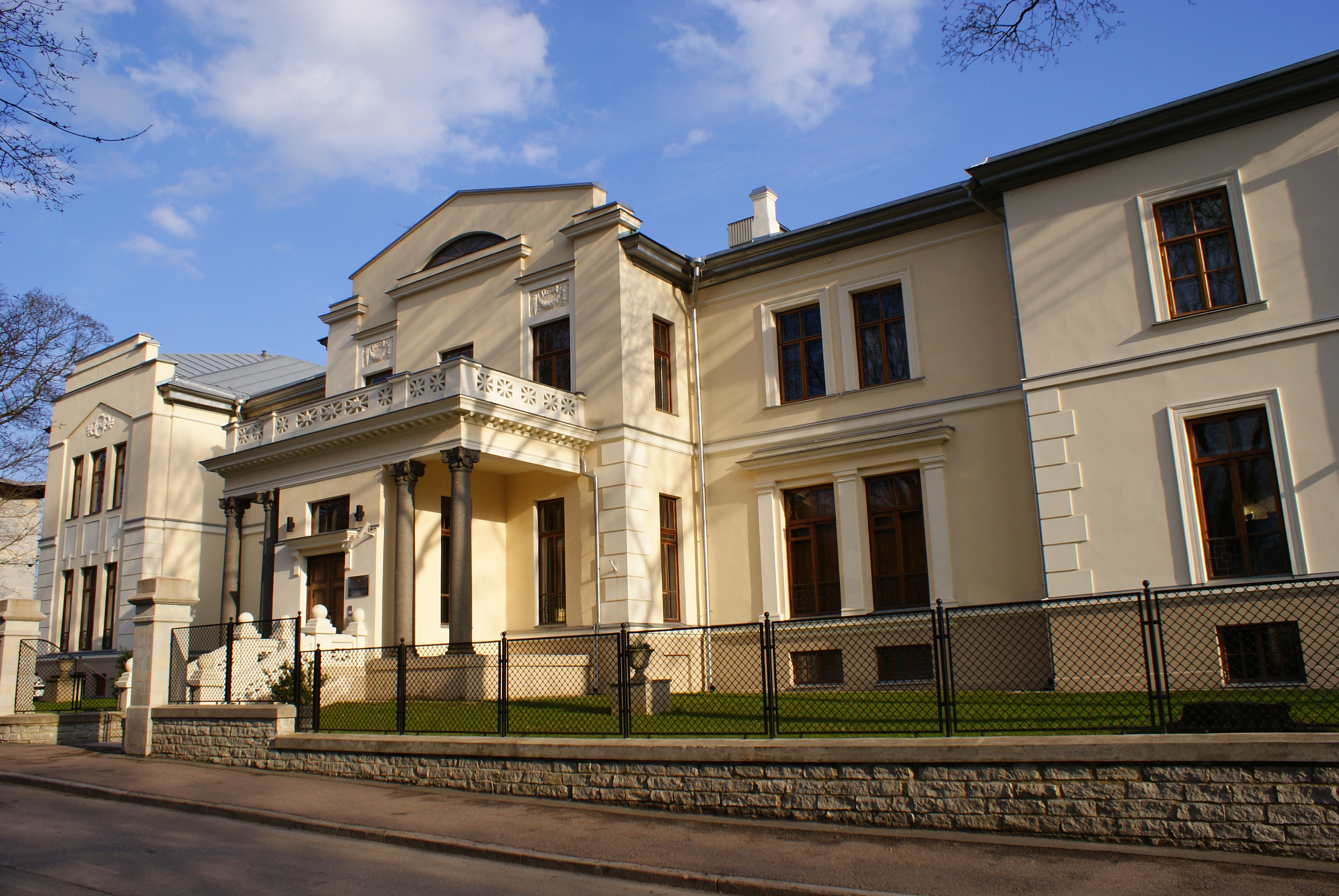
Wismari 7, Bureau du procureur.
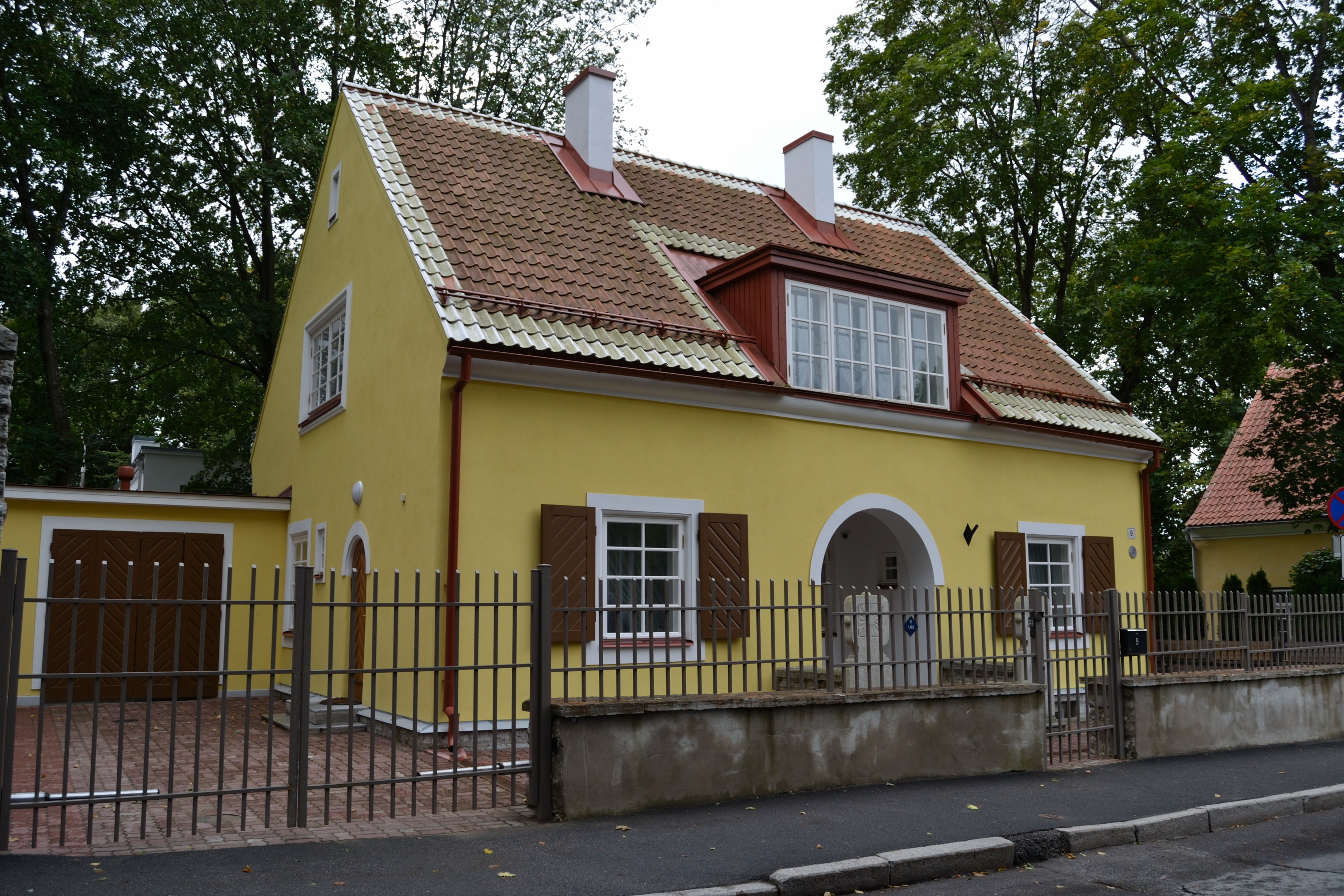
Wismari 9
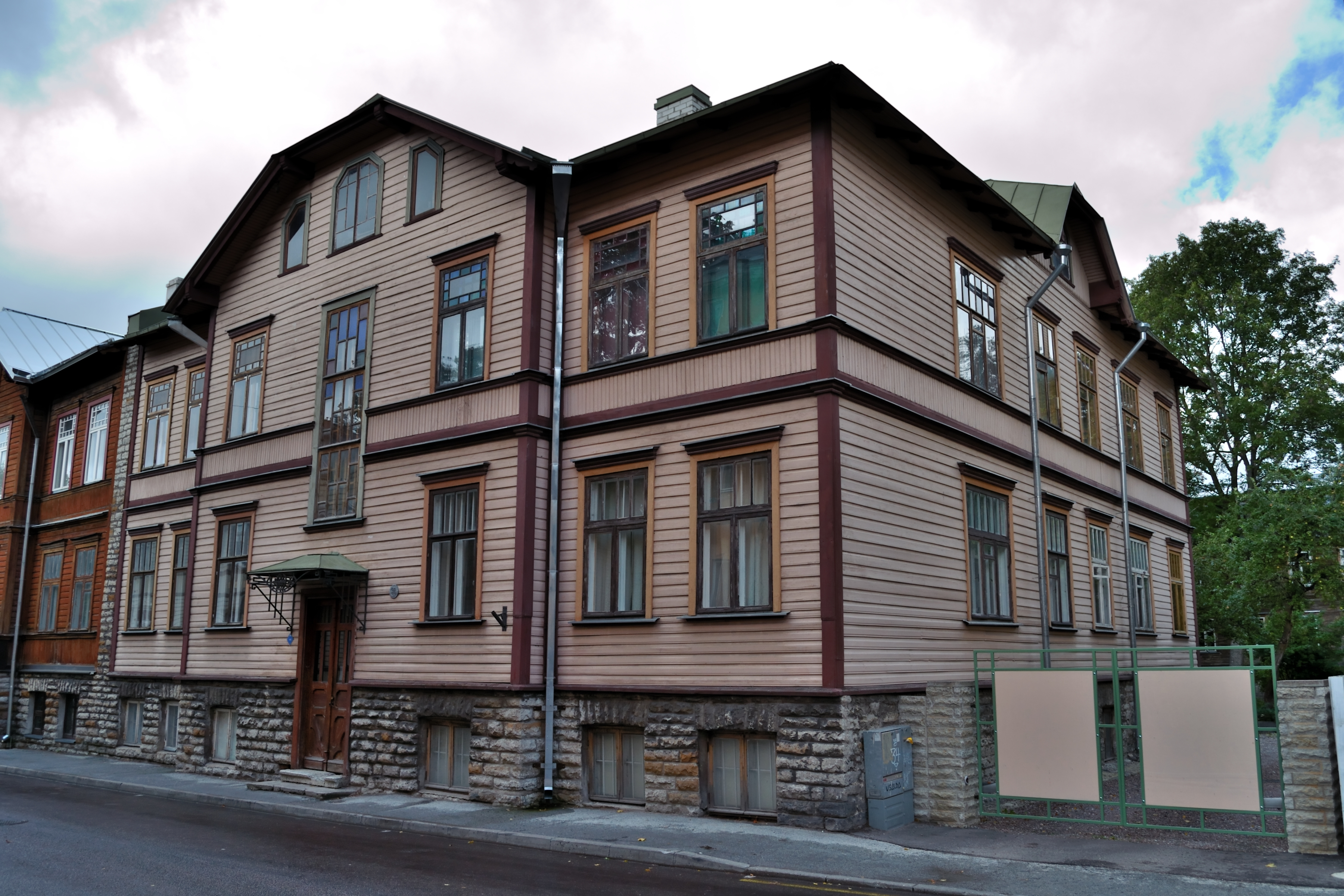
Wismari 10

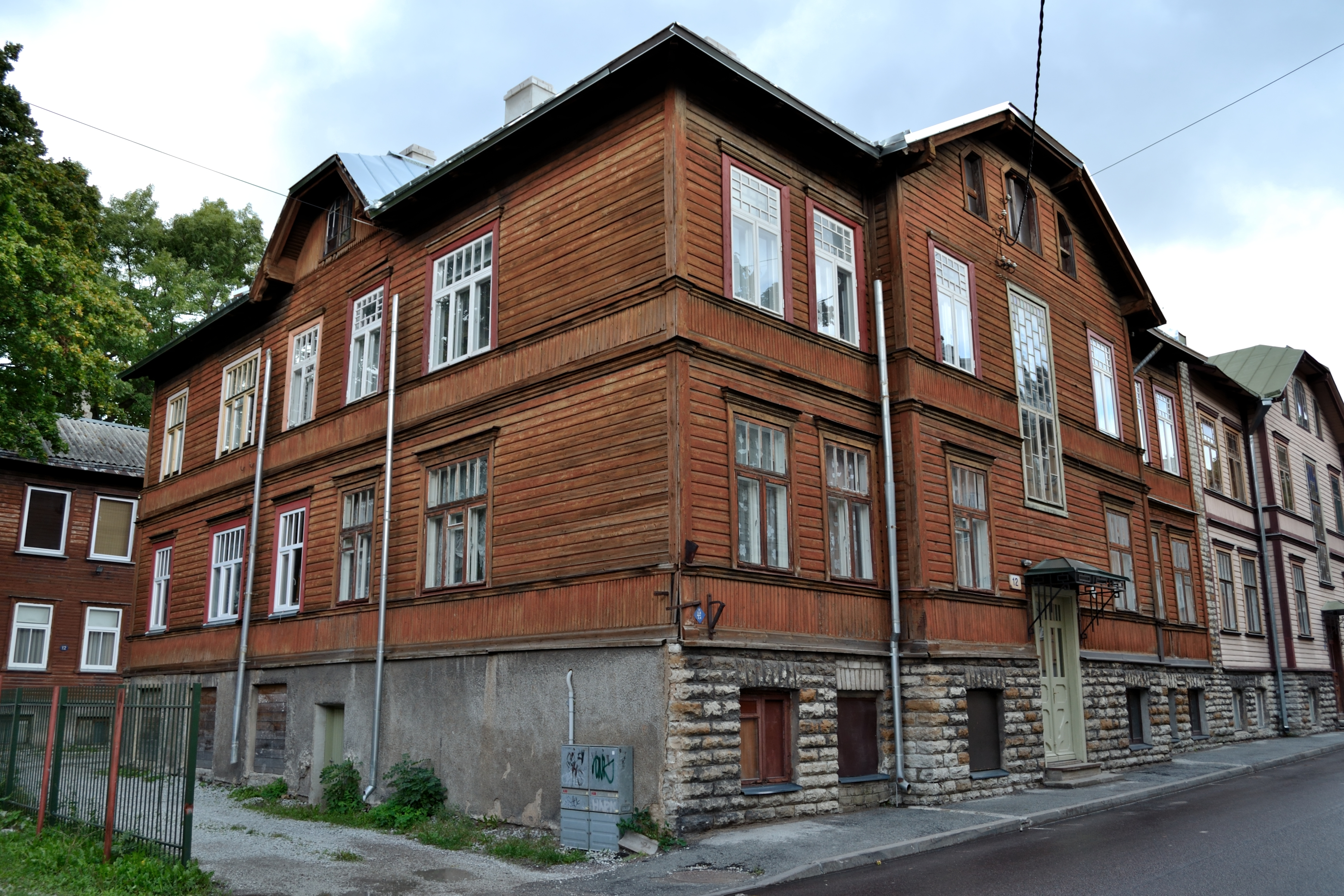
Wismari 12
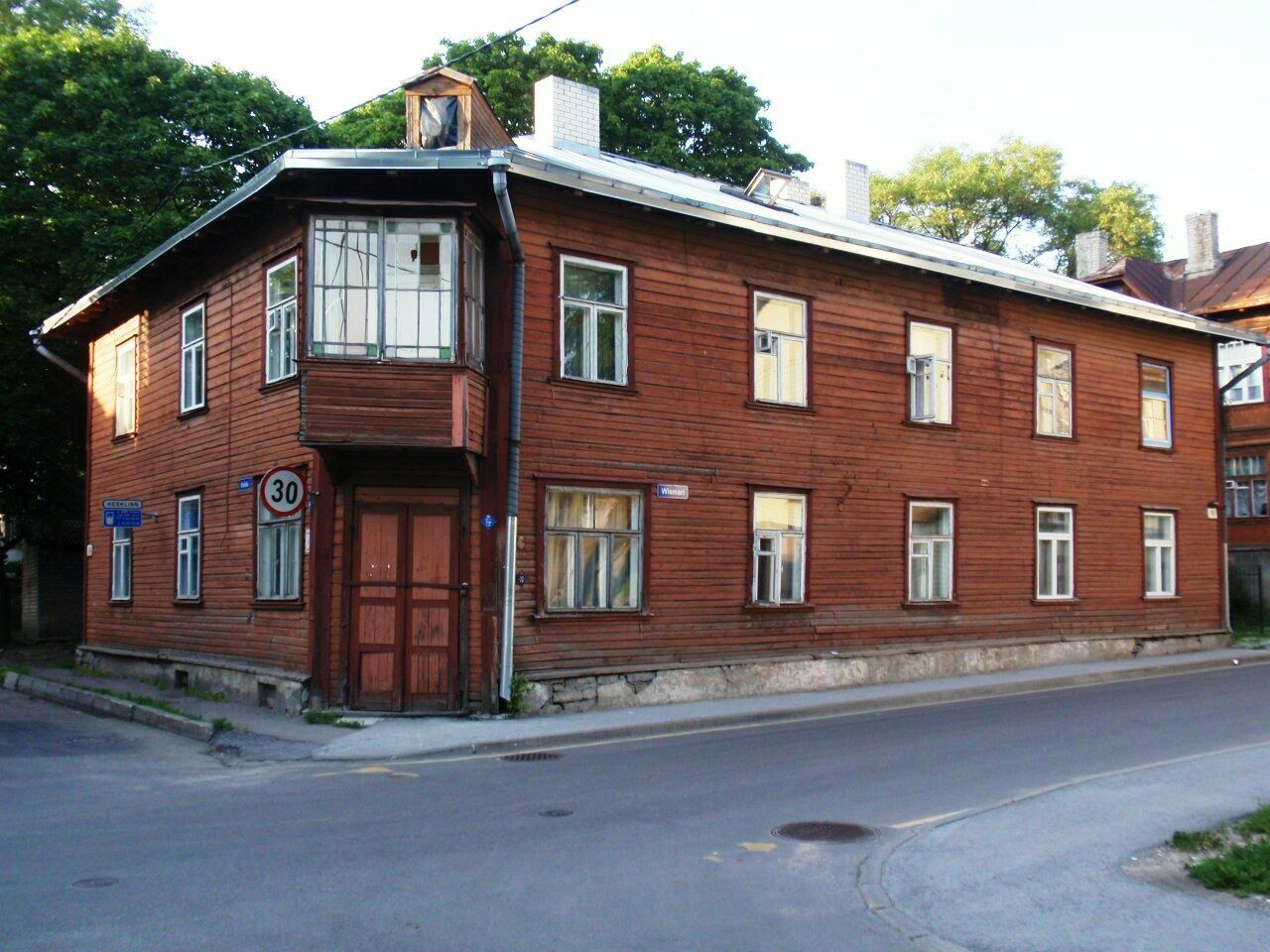
Wismari 14
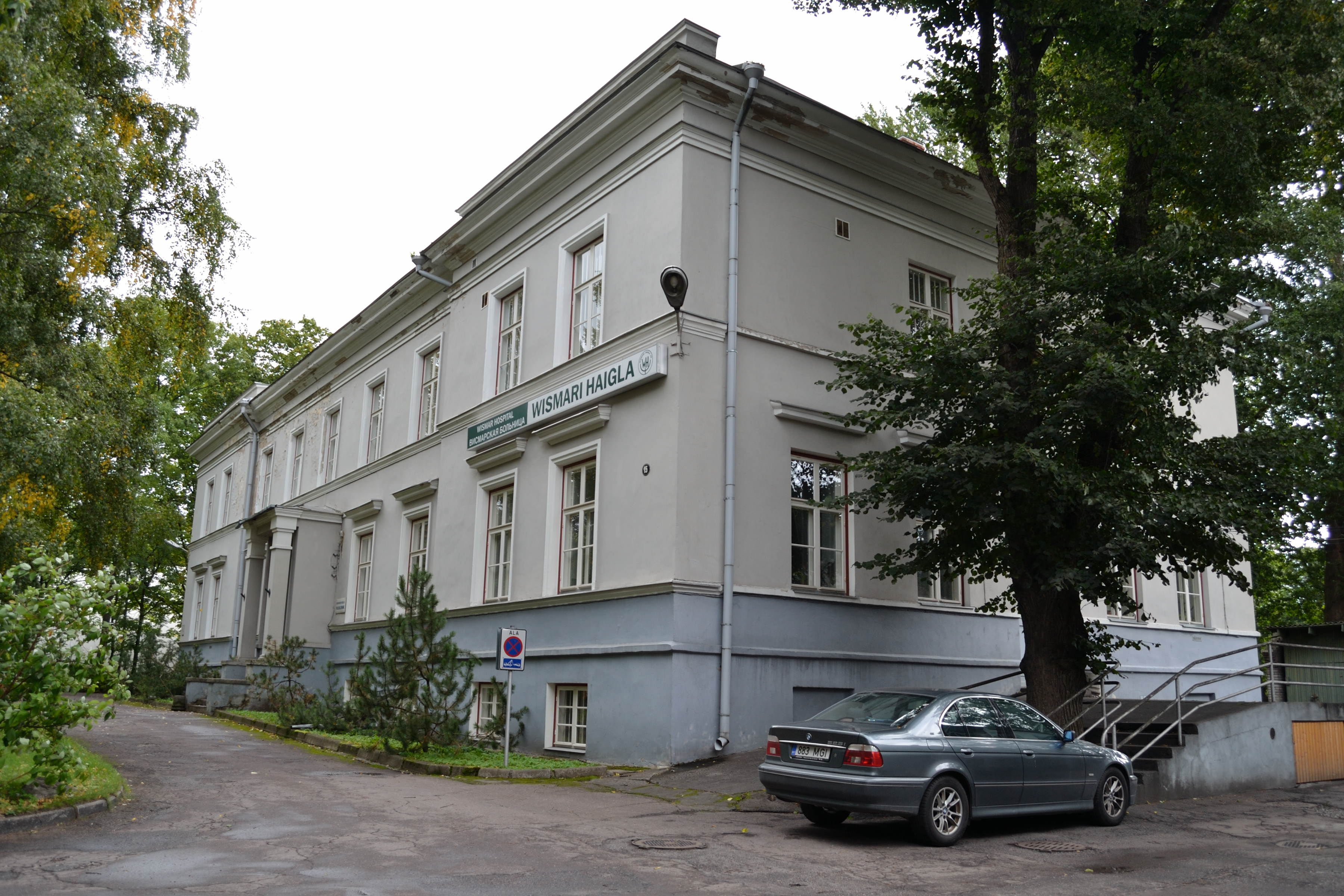
Wismari 15, hôpital de Wismar.
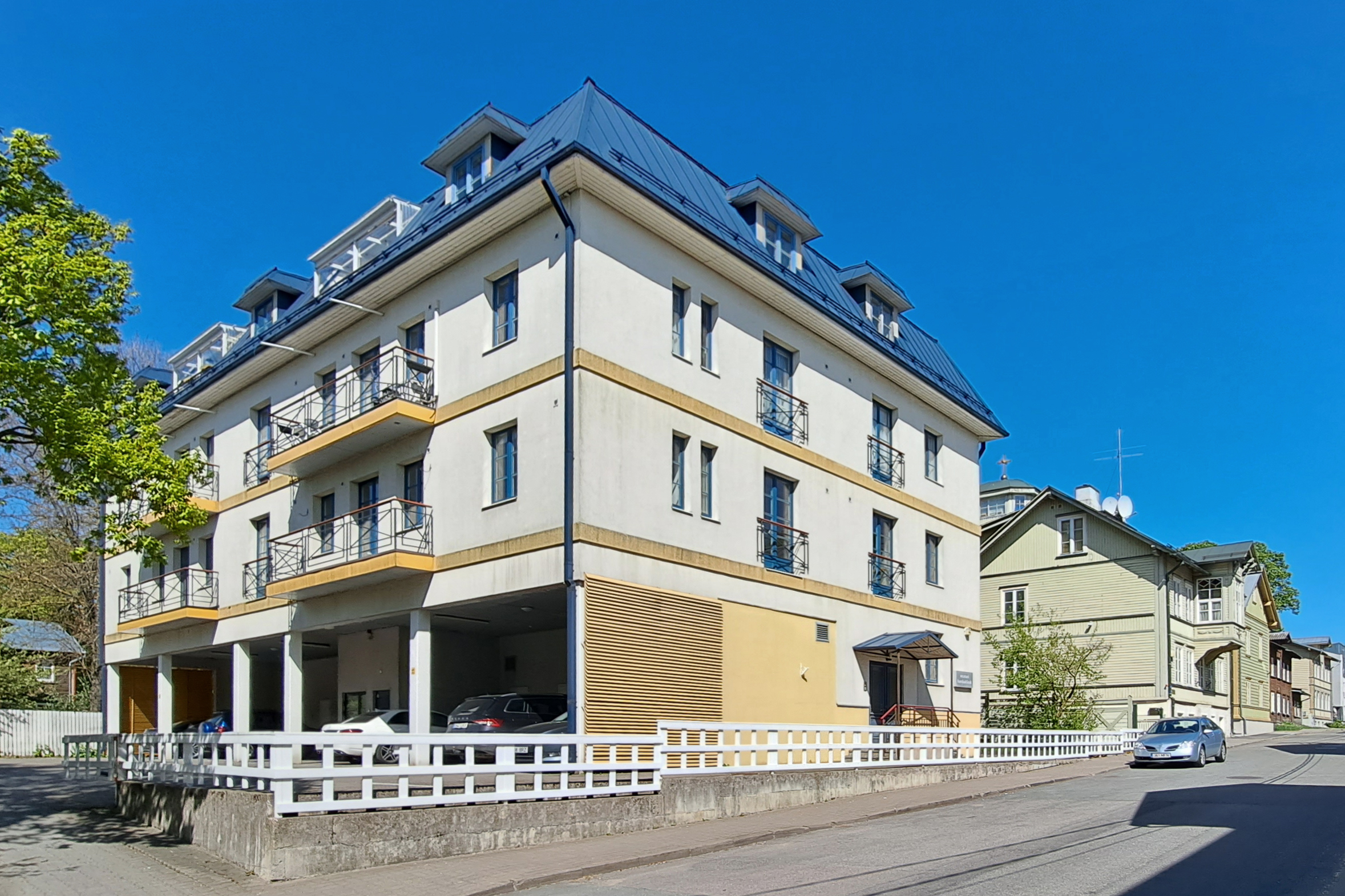
Wismari 32a.